# Robersart Churchyard
Robersart Churchyard is een Britse militaire begraafplaats gelegen in de Franse plaats Robersart (Noorderdepartement). De begraafplaats wordt onderhouden door de Commonwealth War Graves Commission.
De begraafplaats telt een Brits graf uit de Eerste Wereldoorlog.